# Zamia fairchildiana
Zamia fairchildiana là một loài thực vật thuộc họ Zamiaceae. Loài này có ở Costa Rica và Panama. Môi trường sống tự nhiên của chúng là rừng ẩm vùng đất thấp nhiệt đới hoặc cận nhiệt đới và vùng núi ẩm nhiệt đới hoặc cận nhiệt đới. Chúng hiện đang bị đe dọa vì mất môi trường sống.

## Hình ảnh

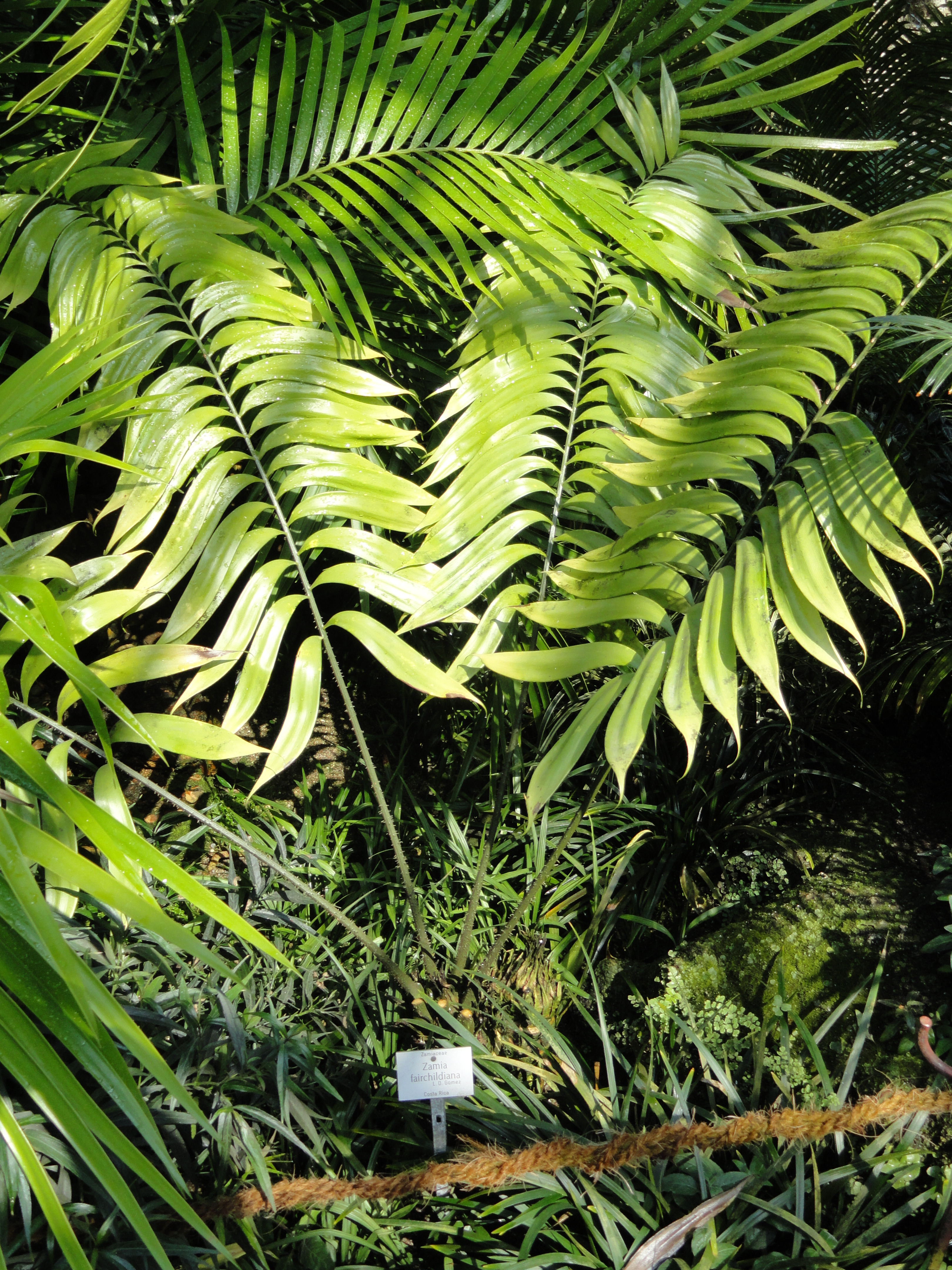
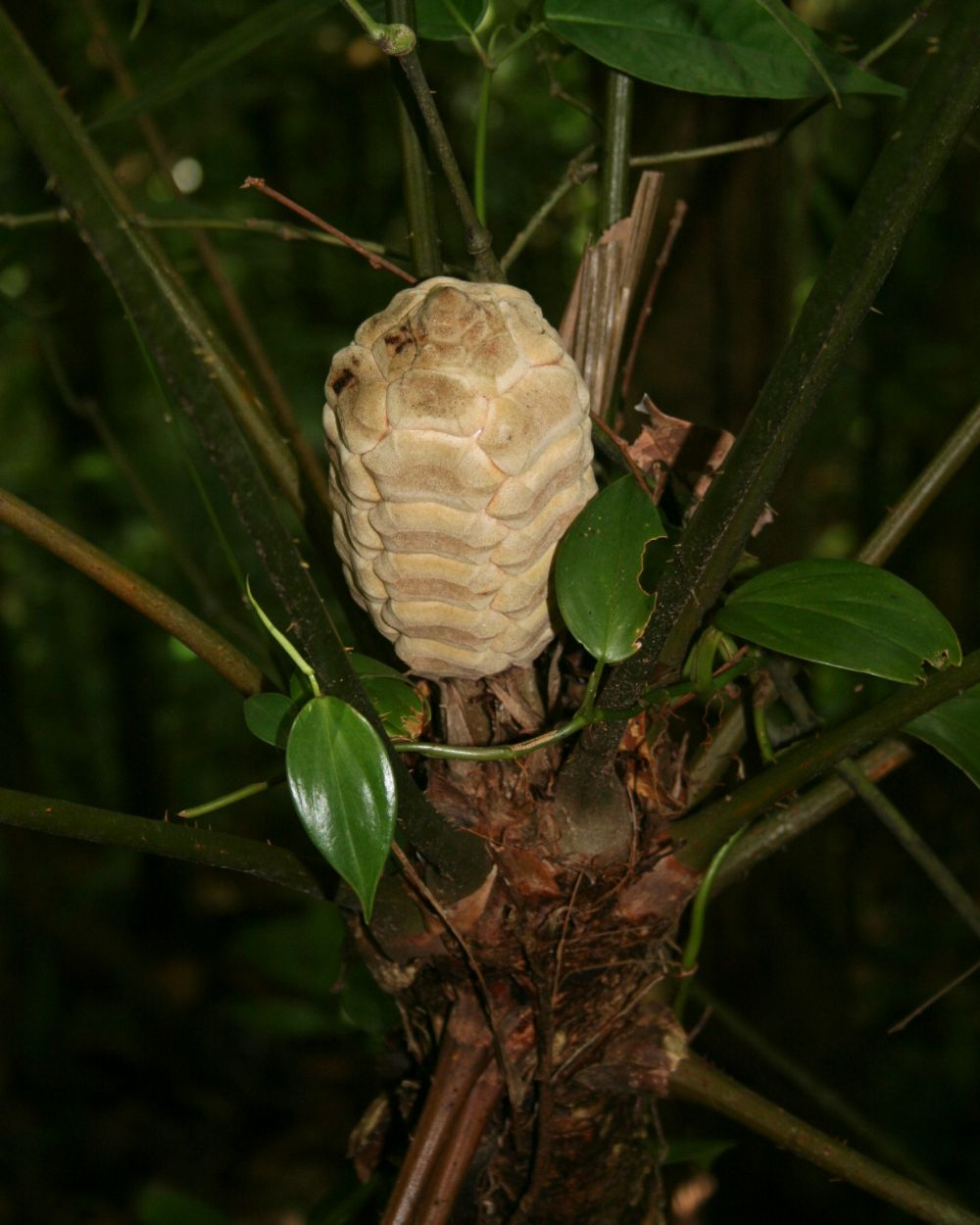